# Lijst van afleveringen van House
Deze lijst bevat de afleveringen van House, een serie van FOX.

## Seizoensoverzicht
| Seizoen | Afleveringen | Originele uitzenddata | Originele uitzenddata |
| Seizoen | Afleveringen | Seizoenspremière      | Seizoensfinale        |
| ------- | ------------ | --------------------- | --------------------- |
| 1       | 22           | 16 november 2004      | 24 mei 2005           |
| 2       | 24           | 13 september 2005     | 23 mei 2006           |
| 3       | 24           | 5 september 2006      | 29 mei 2007           |
| 4       | 16           | 25 september 2007     | 19 mei 2008           |
| 5       | 24           | 16 september 2008     | 11 mei 2009           |
| 6       | 22           | 21 september 2009     | 17 mei 2010           |
| 7       | 23           | 20 september 2010     | 23 mei 2011           |
| 8       | 22           | 3 oktober 2011        | 21 mei 2012           |

## Seizoen 1
| Aflevering Nummer | Uitzenddatum VS  | Titel aflevering |
| ----------------- | ---------------- | --- |
| 1                 | 16 november 2004 | Pilot (Ook bekend als: Everybody Lies, de lijfspreuk van de serie) Als een lerares vol verbijsterde kleuters ineens begint te raaskallen en stuiptrekkingen krijgt, roept House snel de hulp in van zijn team specialisten om te voorkomen dat haar toestand zo verslechtert dat ze misschien nooit meer terug kan naar haar school.                                                      |
| 2                 | 23 november 2004 | Paternity De nachten zijn bijzonder angstaanjagend voor een lacrosse-speler die aan waanvoorstellingen lijdt. House stelt voor om een gewaagde netvliespunctie uit te voeren om erachter te komen of er een genetische reden is dat de jongen zo bang is voor het donker. |
| 3                 | 30 november 2004 | Occam's Razor Na een gepassioneerde nacht met zijn vriendin raakt een student in shock en valt bewusteloos neer. House en zijn team hebben de ene na de andere onjuiste theorie waarom zijn witte bloedcellen zo snel in aantal afnemen. |
| 4                 | 7 december 2004  | Maternity Er waart een virus rond dat zich snel onder de allerjongste patiëntjes verspreidt en House moet de juiste beslissing nemen om zo veel mogelijk baby's te redden. |
| 5                 | 14 december 2004 | Damned If You Do Een non komt de afdeling spoedeisende hulp binnen met opgezwollen, rode handpalmen. Wanneer de allergiecrème echter bijwerkingen veroorzaakt, zouden House en zijn team wel wat hulp van boven kunnen gebruiken. |
| 6                 | 21 december 2004 | The Socratic Method Familiezaken worden extra belangrijk als House te maken krijgt met een schizofrene moeder en haar toegewijde zoon. Hij wordt ervan verdacht zijn zieke moeder meer dan de voorgeschreven hoeveelheid medicijnen te geven. |
| 7                 | 28 december 2004 | Fidelity Een vrouw moet eigenlijk wel de waarheid opbiechten als blijkt dat ze een zeldzame Afrikaanse slaapziekte heeft die door seksueel contact wordt overgedragen. Maar zij en haar man ontkennen allebei overspel te hebben gepleegd. |
| 8                 | 25 januari 2005  | Poison Een giftige stof bezorgt een middelbare scholier stuiptrekkingen. Een experimentele behandeling leidt tot niets en ook een grondige doorzoeking van het ouderlijke huis levert niets op. De moeder van de jongen neemt echter geen risico meer totdat ze van het centrum voor ziektebestrijding heeft gehoord.                                                                     |
| 9                 | 1 februari 2005  | DNR House slaat de order van de aan een rolstoel gekluisterde trompetspeler John Henry Giles om hem niet te reanimeren in de wind, om zodoende zijn leven te redden. John daagt House voor het gerecht wegens het niet naleven van zijn wensen. |
| 10                | 8 februari 2005  | Histories Foreman heeft weinig zin om een dakloze vrouw te behandelen waarvan hij denkt dat zij attaques simuleert om aan maaltijdbonnen te komen. Maar haar schimmige verleden wordt ineens van groot belang voor House en zijn team als ze Foreman bijt en vervolgens verdwijnt. |
| 11                | 15 februari 2005 | Detox Een 16-jarige patiënt lijdt aan ongewoon bloedverlies maar Foreman en Cameron worden pas echt bezorgd als House de regels voor de patiënt aanscherpt nadat deze heeft ingestemd met een kuur om van de Vicodine af te komen. |
| 12                | 22 februari 2005 | Sports Medicine Er staat meer op het spel dan de carrière van een pitcher als een ernstig gebroken arm bizar botverlies aan het licht brengt. House verdenkt de man ervan een drugsverslaving te verbergen. |
| 13                | 1 maart 2005     | Cursed Een 12-jarige jongen wordt in het ziekenhuis opgenomen met koorts en een verdachte uitslag. Wat in eerste instantie een longontsteking lijkt, verandert in iets waarvan de diagnose veel lastiger te stellen is, omdat het een allergie, miltvuur, een afwijking aan het afweersysteem of misschien iets nog veel erger zou kunnen zijn.                                           |
| 14                | 15 maart 2005    | Control Een ogenschijnlijke zelfverzekerde, maar fragiele vrouwelijke manager blijkt letterlijk een gebroken hart te hebben. Haar zelfverminking en boulimie maken het onmogelijk om bij haar een levensreddende transplantatie uit te voeren. |
| 15                | 22 maart 2005    | Mob Rules House maakt gebruik van uiterst ongebruikelijk methoden om bij een maffioso met leverfalen de juiste diagnose te stellen. Uiteindelijk vraagt hij zichzelf af of de crimineel mogelijk homoseksueel is. |
| 16                | 29 maart 2005    | Heavy Wanneer een 10-jarig meisje een hartaanval krijgt, weet House zeker dat het meisje van meer last heeft dan alleen overgewicht. Volgens hem is dat slechts een symbool en niet de oorzaak van haar levensbedreigende situatie. |
| 17                | 12 april 2005    | Role model House krijgt nog meer dan normaal met politiek te maken wanneer een zwarte senator wordt binnen gebracht die tijdens een geldinzamelingsactie in elkaar is gezakt. |
| 18                | 19 april 2005    | Babies & Bathwater Het personeel van het ziekenhuis krijgt te maken met een kwestie rondom ongeboren kinderen wanneer een zwangere vrouw met kanker weigert behandeld te worden omdat dat schadelijk zou kunnen zijn voor haar foetus. Ook wordt een stel gearresteerd wegens het in gevaar brengen van een kind wanneer hun baby ziek wordt doordat het alleen veganistisch eten krijgt. |
| 19                | 3 mei 2005       | Kids House en zijn collega's krijgen het aan de stok met de publieke opinie wanneer ze op zoek gaan naar de oorzaak van de ongewone en potentieel dodelijke symptomen die een duiker vertoont. |
| 20                | 10 mei 2005      | Love hurts Een confrontatie tussen het Oosten en het Westen doet zich voor wanneer een 21-jarige Aziatische man een beroerte krijgt na een aantal holistische artsen te hebben bezocht. Maar ligt de alternatieve geneeskunst of zijn dominante vriendin aan de basis van dit probleem?                                                                                                   |
| 21                | 17 mei 2005      | Three Stories House geeft een aantal studenten in medicijnen een bizarre les die ze nooit zullen vergeten. Wanneer hij de zorg krijgt over de echtgenoot van z'n ex moet hij extra opletten. |
| 22                | 24 mei 2005      | Honeymoon Hoewel uit alle onderzoeken bij haar man blijkt dat er geen reden tot ongerustheid is, weet Stacy zeker dat er iets mis is met de gezondheid van haar man. Ze dringt er bij House op aan om een diagnose te stellen. |

## Seizoen 2
| Aflevering Nummer | Uitzenddatum VS   | Titel aflevering |
| ----------------- | ----------------- | --- |
| 23                | 13 september 2005 | Acceptance Als een ter dood veroordeelde gevangene ziek wordt, weet House niet hoe snel hij achter de tralies moet komen. Dr. Cameron is echter van mening dat hij zijn aandacht beter aan een kankerpatiënt kan besteden.                                                                                              |
| 24                | 20 september 2005 | Autopsy House is achterdochtig als de hallucinaties van een verbazingwekkend helder en vroegrijp 9-jarig patiëntje met terminale kanker niet zijn wat ze lijken. |
| 25                | 27 september 2005 | Humpty Dumpty De medische theorieën van House en zijn team vallen letterlijk uiteen als een bouwvakker van het dak van Dr. Cuddy glijdt en erachter komt dat zijn hand aan het ontbinden is. |
| 26                | 1 november 2005   | TB or Not TB Een arts die zich sterk maakt voor de strijd tegen tuberculose in Afrika denkt dat hij zelf aan de ziekte lijdt. De arts zoekt de media op om aandacht te vragen voor zijn geval, maar House vermoedt dat zijn motieven meer politiek dan medisch van aard zijn.                                           |
| 27                | 8 november 2005   | Daddy's Boy Als een recent afgestudeerde student ziek wordt, dreigt het gebrek aan vertrouwen tussen een vader en zijn zoon het team te belemmeren bij het stellen van een diagnose. Ondertussen heeft House zelf familieproblemen wanneer hij onder een etentje met zijn ouders uit probeert te komen.                 |
| 28                | 15 november 2005  | Spin Als een beroemde beroepswielrenner toegeeft drugs te hebben gebruikt om zijn prestaties te verbeteren, stopt House met het zoeken naar de oorzaak voor het ineenstorten van de atleet. |
| 29                | 22 november 2005  | Hunting House wordt gestalkt door een man die het laatste stadium van aids heeft bereikt en zijn aandacht opeist. Stacy heeft de dokter ook nodig, maar bij het vangen van een muis. |
| 30                | 29 november 2005  | The Mistake De carrières van House en Dr. Chase liggen in de handen van de tuchtcommissie die onderzoek doet naar beslissingen en mogelijk verkeerde inschattingen die tot de dood van een patiënt met buikpijn geleid hebben.                                                                                          |
| 31                | 13 december 2005  | Deception Als blijkt dat een aan lager wal geraakte gokster al bij meerdere artsen is geweest met diverse aandoeningen, doet bijna het hele team haar meest recente kwaaltje af als het syndroom van Münchausen. House gelooft echter dat er wel iets dergelijks aan de hand is met de vrouw.                           |
| 32                | 10 januari 2005   | Failure to Communicate Een journalist zoekt naar de juiste woorden, maar een hoofdwond zorgt ervoor dat hij niet goed kan communiceren met het team van House. |
| 33                | 7 februari 2005   | Need to Know Soms is de waarheid een bijzonder bittere pil, zeker als een jonge huisvrouw last krijgt van paranoia. House confronteert zijn hernieuwd aangewakkerde gevoelens voor Stacy en Cameron weigert de resultaten van haar HIV test op te halen.                                                                |
| 34                | 14 februari 2005  | Distractions Innovatie is het toverwoord. Een jonge man met ernstige brandwonden en opmerkelijke bloedonderzoek-uitslagen dwingt het team naar een nieuwe diagnose te zoeken voordat zijn organen ophouden met functioneren.                                                                                            |
| 35                | 20 februari 2006  | Skin Deep Schijn en realiteit botsen met elkaar als House een jong supermodel met een heroïneverslaving behandelt, een mannelijke patiënt met een ongebruikelijke hormoonspiegel zelf de zwangerschap en bevalling van zijn vrouw beleeft, en Wilson hoopt dat de pijn in het been van House op zenuwregeneratie duidt. |
| 36                | 7 maart 2006      | Sex Kills Een man is stervende en een dode vrouw is de sleutel tot zijn genezing – als House en zijn team maar op tijd kunnen ontdekken waaraan zij gestorven is! |
| 37                | 28 maart 2006     | Clueless Als een man na een stoeipartij in de slaapkamer last krijgt van ademhalingsproblemen vermoedt House dat de vrouw een dodelijk geheim heeft. |
| 38                | 4 april 2006      | Safe Als een tiener na een transplantatie een allergische reactie krijgt, probeert House zo snel mogelijk te achterhalen wat de oorzaak is. Daarnaast probeert hij ook aandacht te geven aan haar moeder en vriendje.                                                                                                   |
| 39                | 11 april 2006     | All in De unieke symptomen van een jong patiëntje herinneren House aan een vroegere patiënt die destijds gestorven is. House levert een strijd tegen de klok om te voorkomen dat de geschiedenis zich herhaalt. |
| 40                | 18 april 2006     | Sleeping Dogs Lie Een patiënt met een levensbedreigende vorm van slapeloosheid zet House en zijn team niet alleen voor een medisch, maar ook een ethisch dilemma. |
| 41                | 25 april 2006     | House vs. God Een vijftien jaar oude gebedsgenezer weigert een hersenoperatie te ondergaan. House en zijn team worden hierdoor geconfronteerd met hun eigen geloofsovertuiging. |
| 42                | 3 mei 2006        | Euphoria (1) De situatie is allesbehalve grappig als een gewonde politieagent eerst zijn lachen niet kan bedwingen en vervolgens krom ligt van de pijn... en Foreman begint dezelfde symptomen te vertonen. |
| 43                | 9 mei 2006        | Euphoria (2) In dit adembenemende slot wordt Foreman geconfronteerd met zijn eigen sterfelijkheid als de politieagent sterft. House levert een race tegen de klok om de oorzaak van de ziekte te vinden voordat er een hersenbiopsie uitgevoerd moet worden.                                                            |
| 44                | 9 mei 2006        | Forever Een vrouw krijgt een aanval terwijl ze haar baby in bad doet waardoor de baby bijna verdrinkt. Zowel moeder als kind worden patiënt van House, hetgeen de nodige medische en emotionele complicaties tot gevolg heeft.                                                                                          |
| 45                | 16 mei 2006       | Who's Your Daddy Een voormalig bandlid van House brengt een zestienjarig slachtoffer van de orkaan Katrina binnen die hallucineert en verrassende beweringen doet over wie haar vader is. |
| 46                | 23 mei 2006       | No Reason Als House wordt neergeschoten door de man van een vroegere patiënt, moet hij zijn kamer in het ICU delen met de dader. Ondertussen probeert hij via het ziekenhuisbed de diagnose te stellen van een man met een hevig opgezwollen tong.                                                                      |

## Seizoen 3
| Aflevering Nummer | Uitzenddatum VS   | Titel aflevering | Uitzenddatum NL                         |
| ----------------- | ----------------- | --- | --------------------------------------- |
| 47                | 5 september 2006  | Meaning Hij mag dan herstellende zijn van meerdere schotwonden, House vliegt er opnieuw in met een nieuw élan. Toch vragen Cuddy en andere stafleden zich af of hij zichzelf niet voorbij rolt. Ondertussen behandelt House twee patiënten: een geheel verlamde man met zelfmoordneigingen en een vrouw die verlamd is geraakt tijdens een yogales. |                                         |
| 48                | 12 september 2006 | Cane and Able Zo'n onwerelds geval hebben ze in het ziekenhuis van House nog nooit meegemaakt. Een jongetje zweert dat hij ontvoerd wordt door buitenaardse wezens en het team ontdekt medische bewijzen die zijn bewering ondersteunen. |                                         |
| 49                | 19 september 2006 | Informed Consent House en zijn team liggen met elkaar overhoop wanneer een patiënt – een befaamd medisch onderzoeker – eist dat ze hem helpen euthanasie te plegen. |                                         |
| 50                | 26 september 2006 | Lines in the Sand Wanneer House een ongewone band ontwikkelt met een zwaar autistische jongen, ontdekt hij dat zijn persoonlijke ergernissen misschien wel de sleutel zijn om door diens pantser te breken. | 26 juni 2010 (13th Street Nederland)    |
| 51                | 31 oktober 2006   | Fools for love Wanneer een jong koppel verwante ziektebeelden vertoont, doorsnuffelt House aspecten van hun huwelijksleven die de meeste buitenstaanders nooit te zien kregen. |                                         |
| 52                | 7 november 2006   | Que Será Será Schijn bedreigt, vooral wanneer een man die driehonderd kilo weegt, weigert te geloven dat zijn recente coma iets te maken zou hebben met zijn overgewicht. |                                         |
| 53                | 14 november 2006  | Son of a Coma Guy Familiebanden worden op de proef gesteld wanneer House een man uit een 10 jaar durende coma haalt om te ontdekken wat zijn zoon precies mankeert. |                                         |
| 54                | 21 november 2006  | Whac-A-Mole Een jongeman ziet zichzelf voor het zwaarst denkbare dilemma geplaatst wanneer de behandeling van House hem dwingt te kiezen tussen zijn eigen leven en de zeggenschap over zijn ouderloze broer en zus. |                                         |
| 55                | 28 november 2006  | Finding Judas In naam der wet. Om zijn behandeling te kunnen laten voortzetten, sleept House de gescheiden ouders van zijn jonge patiënt voor de rechtbank. |                                         |
| 56                | 12 december 2006  | Merry Little Christmas Een tijd voor vrede en vreugde voor mensen van goede wil, maar House is bepaald van slechte wil wanneer hij ontdekt dat Wilson zijn Vicodinverslaving heeft verklapt aan inspecteur Tritter. Ondertussen moeten hij en zijn team een patiënt met een groeistoornis behandelen met zeer ongewone symptomen.                   |                                         |
| 57                | 9 januari 2007    | Words and Deeds Hoogmoed komt voor de val. House weigert zich te verontschuldigen bij inspecteur Tritter om zodoende een celstraf te vermijden. Een brandweerman kiest voor een gevaarlijke behandeling om zijn schokkende geheim niet te hoeven prijsgeven.                                                                                        |                                         |
| 58                | 30 januari 2007   | One Day, One Room House houdt met tegenzin spreekuur in het ziekenhuis, als tegenprestatie voor Cuddy. Zijn behandeling van een verkrachte vrouw dwingt hem om even bij zijn eigen leven stil te staan. |                                         |
| 59                | 6 februari 2007   | Needle in a Haystack House en zijn team proberen een 16-jarige met interne bloedingen te helpen, terwijl zijn familie elke vorm van moderne behandeling weigert. |                                         |
| 60                | 13 februari 2007  | Insensitive In het ziekenhuis werd een verkeersslachtoffer binnengebracht, die immuun voor pijn blijkt te zijn. Levensgevaarlijk, voor wie een sluitende diagnose wil stellen... |                                         |
| 61                | 6 maart 2007      | Half-Wit Een muzikaal genie wiens talenten op onverklaarbare wijze kwamen bovendrijven na een busongeval wordt behandeld door House, die zelf ook met zijn gezondheidsproblemen blijft kampen. |                                         |
| 62                | 27 maart 2007     | Top Secret Een ex-Marine, pas thuis na twee jaar dienst in Irak, lijdt aan een heleboel niet nader omschreven kwaaltjes. Het team vraagt zich af of zijn geval wel gegrond is. |                                         |
| 63                | 3 april 2007      | Fetal Position Geen fraai plaatje wanneer het ongeboren kind van een bekende fotografe haar gezondheid, en misschien zelfs leven in gevaar brengt. |                                         |
| 64                | 10 april 2007     | Airborne Hoogdravend drama...dat krijg je wanneer een besmettelijke ziekte zich razendsnel verspreidt onder de passagiers van een vlucht uit Singapore, waar toevallig ook House en Cuddy zich op bevinden. |                                         |
| 65                | 17 april 2007     | Act Your Age Wanneer een zesjarig meisje plots instort, beseft het team van House al snel dat haar symptomen normaal gezien voorkomen bij veel oudere patiënten. In een race tegen de klok moeten ze proberen de oorzaak van haar ziekte te vinden.                                                                                                 |                                         |
| 66                | 24 april 2007     | House Training Foremans behandeling van een jonge, kansarme patiënt brengt herinneringen aan zijn eigen bescheiden afkomst naar boven. House snuffelt intussen Wilsons romantische verleden rond. |                                         |
| 67                | 1 mei 2007        | Family Een jongen die beenmerg wil doneren aan zijn oudere broer met leukemie, wordt plots zelf ook ziek. Om beide levens te redden zijn extreme maatregelen nodig. |                                         |
| 68                | 8 mei 2007        | Resignation House houdt koppig vast aan zijn eerste diagnose van een doodzieke studente, ondanks symptomen die erop wijzen dat de oorzaak elders ligt. |                                         |
| 69                | 15 mei 2007       | The Jerk Een arrogant schaakwonder wordt met vreemde symptomen in het ziekenhuis binnengebracht, maar het kereltje slaagt er vooral in om de voltallige staf tegen zich in het harnas te jagen. |                                         |
| 70                | 29 mei 2007       | Human Error Een Cubaans koppel onderneemt een hachelijk oceaanreis om door House verzorgd te worden. | 11 januari 2010 (13th Street Nederland) |

## Seizoen 4
| Aflevering Nummer | Uitzenddatum VS   | Titel aflevering | Uitzenddatum Vlaanderen |
| ----------------- | ----------------- | --- | ----------------------- |
| 71                | 25 september 2007 | Alone Nadat een kantoorgebouw is ingestort, moet House snel tot een diagnose komen om het leven van de jonge Megan te redden. Door haar verwondingen is het knipperen met één oog de enige manier om te communiceren.                                                | 1 maart 2009            |
| 72                | 2 oktober 2007    | The Right Stuff Een piloot, kapitein Greta Cooper, vliegt op een United States Air Force missie, als ze ineens lichtjes ziet en het landschap in vreemde kleuren veranderd. Het blijkt een simulatie te zijn en beklaagt zich bij de ontwerper nadat ze is gecrasht. | 1 maart 2009            |
| 73                | 9 oktober 2007    | 97 Seconds Thomas Stark is een man met spinale musculaire atrofie en zit in een elektrische rolstoel. Wanneer hij samen met zijn hulphond de weg oversteekt valt hij plotseling flauw en wordt bijna door een SUV geraakt.                                           | 8 maart 2009            |
| 74                | 23 oktober 2007   | Guardian Angels Het aantal kandidaten is verder geslonken tot zeven. Ze moeten een vrouw onderzoeken die gelooft dat ze met de doden kan praten. | 8 maart 2009            |
| 75                | 30 oktober 2007   | Mirror Mirror House en zijn team krijgen een patiënt met ademhalingsproblemen zonder duidelijke aanleiding hiertoe. De man is net beroofd en heeft geen ID bij zich, waardoor zijn er geen medische gegevens van hem bekend.                                         | 15 maart 2009           |
| 76                | 6 november 2007   | Whatever It Takes De CIA rekruteert House om een dodelijk zieke agent met een mysterieuze ziekte te behandelen en de kandidaten gaan met Foreman in de clinch over het geval van een autopiloot.                                                                     | 15 maart 2009           |
| 77                | 13 november 2007  | Ugly Een tiener met een misvormd gezicht krijgt een hartaanval net voor hij plastische chirurgie moet ondergaan. House en zijn team worden opgetrommeld om de oorzaak vast te stellen.                                                                               | 22 maart 2009           |
| 78                | 20 november 2007  | You Don't Want To Know De laatste vijf kandidaten moeten een goochelaar onderzoeken, maar is zijn ziekte echt of ingebeeld? | 22 maart 2009           |
| 79                | 27 november 2007  | Games House wordt onder druk gezet om zijn definitieve keuze bekend te maken. Hij test de overblijvende kandidaten met een lastig geval: een ex-punkrocker die berucht is om zijn burgerlijke ongehoorzaamheid.                                                      | 29 maart 2009           |
| 80                | 29 januari 2008   | It's a Wonderful Lie Het versnelde verlammingsproces van een moeder heeft tragische gevolgen voor haar dochter, maar House vraagt zich af of de patiënte misschien informatie achterhoudt die tot een genezing zou kunnen leiden.                                    | 29 maart 2009           |
| 81                | 3 februari 2008   | Frozen Een vrouwelijke dokter wordt zwaar ziek op de Zuidpool. Het enige wat House en zijn team kunnen leveren is een langeafstandsdiagnose, want voor de behandeling zal de patiënte zelf moeten zorgen.                                                            | 5 april 2009            |
| 82                | 5 februari 2008   | Don't Ever Change Wanneer een pas bekeerde chassidische jodin tijdens haar bruiloft zwaar ziek wordt, woelt House haar vorige leven om, op zoek naar aanwijzingen van kwade opzet.                                                                                   | 5 april 2009            |
| 83                | 28 april 2008     | No More Mr. Nice Guy House vindt de opgewekte houding van een spoedpatiënt buitengewoon verdacht en vermoedt dat er achter de aangename façade een symptoom van een ernstige aandoening schuilt.                                                                     | 12 april 2009           |
| 84                | 5 mei 2008        | Living the Dream Realiteit en fictie lopen elkaar voor de voeten wanneer House rotsvast gelooft dat een van de acteurs uit zijn favoriete soap Prescription Passion zwaar ziek is.                                                                                   | 12 april 2009           |
| 85                | 12 mei 2008       | House's Head In het aangrijpende eerste deel van de tweedelige seizoensfinale overleeft House een vreselijk busongeluk. Onmiddellijk probeert hij zich de omstandigheden van net voor de crash voor de geest te halen, op zoek naar aanwijzingen.                    | 19 april 2009           |
| 86                | 19 mei 2008       | Wilson's Heart Terwijl House zijn geheugen blijft aftasten om een andere overlevende van het busongeluk te redden, wordt zijn vriendschap met Wilson zwaar op de proef gesteld door het opborrelen van andere pijnlijke herinneringen.                               | 19 april 2009           |

## Seizoen 5
| Aflevering Nummer | Uitzenddatum VS   | Titel aflevering | Uitzenddatum NL op SBS6 |
| ----------------- | ----------------- | --- | ----------------------- |
| 87                | 16 september 2008 | Dying Changes Everything Wilson en het team hebben het druk de dood van Amber te verwerken, Thirteen kampt met haar gezondheidsproblemen en House behandelt een ijverige zakenvrouw.                                                                            | 8 januari 2009          |
| 88                | 23 september 2008 | Not Cancer Meerdere mensen vallen uit het niets dood neer. Ze hebben slechts een ding gemeen: een orgaan van dezelfde donor. Ondertussen huurt House een privédetective in om Wilson te bespioneren.                                                            | 15 januari 2009         |
| 89                | 30 september 2008 | Adverse Events Een schilder heeft opeens een stuk meer moeite met zijn schilderijen. Aan de hand van zijn schilderijen proberen House en zijn team erachter te komen wat hem mankeert. Ondertussen bemoeit House zich met Taubs relatie.                        | 22 januari 2009         |
| 90                | 14 oktober 2008   | Birthmarks House wordt gedwongen de begrafenis van zijn vader bij te wonen en probeert tegelijkertijd een patiënt de diagnosticeren. Een patiënte ging op zoek naar haar biologische ouders in China en begon bloed te spugen terwijl ze een beeld optilde.     | 29 januari 2009         |
| 91                | 21 oktober 2008   | Lucky Thirteen Thirteen heeft seks met een vrouw, kort daarna krijgt die opeens een toeval. House probeert de losgeslagen Thirteen weer op het goede spoor te krijgen.                                                                                          | 5 februari 2009         |
| 92                | 28 oktober 2008   | Joy Een vader krijgt opeens black-outs. Later begint zijn dochter dezelfde symptomen te vertonen. Cuddy heeft ondertussen haar eigen patiënt: een vrouw wier ongeboren baby ze na de geboorte wil adopteren.                                                    | 11 februari 2009        |
| 93                | 11 november 2008  | The Itch Een man met ernstige pleinvrees wordt opgemerkt wanneer hij een toeval krijgt na een beroofd te zijn. Het behandelen van de patiënt wordt bemoeilijkt omdat hij weigert zijn huis te verlaten.                                                         | 19 februari 2009        |
| 94                | 18 november 2008  | Emancipation Een 16-jarige fabrieksarbeider van wie beide ouders overleden zijn, moet dringend worden opgenomen wanneer ze bloed begint over te geven. | 26 februari 2009        |
| 95                | 25 november 2008  | Last Resort House, Thirteen en verschillende patiënten worden gegijzeld door een man met een onbekende ziekte die bereid is te doden om zijn diagnose te verkrijgen.                                                                                            | 5 maart 2009            |
| 96                | 2 december 2008   | Let Them Eat Cake Wanneer een bekend fitness-icoon pots instort, stuiten de dokters op een dieetgeheim dat wellicht haar toestand heeft veroorzaakt. | 12 maart 2009           |
| 97                | 9 december 2008   | Joy To The World House behandelt een dik meisje dat continu gepest wordt. | 19 maart 2009           |
| 98                | 19 januari 2009   | Painless Cameron wil dat House en zijn team het geval onderzoeken van een patiënt wiens chronische pijnen tot zelfmoordneigingen leiden. | 3 september 2009        |
| 99                | 26 januari 2009   | Big Baby Er ontstaat een machtsstrijd tussen House en Cameron over de behandeling van een leerkracht Speciaal Onderwijs die volgens House te goed is om waar te zijn.                                                                                           | 10 september 2009       |
| 100               | 2 februari 2009   | The Greater Good Het streven naar geluk krijgt een prangend kantje wanneer het team zich over het geval moet buigen van een zieke onderzoekster naar kanker die nu eerst zichzelf moet zien te redden.                                                          | 17 september 2009       |
| 101               | 9 februari 2009   | Unfaithful Een ongelovige priester krijgt een hallucinatie over Jezus terwijl hij dronken is en verliest in het ziekenhuis opeens zijn teen. Ook worden er gemene spelletjes gespeeld tussen Thirteen, Cuddy en House                                           | 24 september 2009       |
| 102               | 16 februari 2009  | The Softer Side Cuddy en Wilson merken verontrustende veranderingen op aan House, die in een opvallend goed humeur een tweeslachtig kind behandelt. | 1 oktober 2009          |
| 103               | 9 maart 2009      | The Social Contract House behandeld iemand die zich net als House gedraagt: buitengewoon bot de waarheid vertellen over wat men denkt. Dit zet iedereen aan het denken over 'sociale contracten' die tussen vrienden bestaan.                                   | 15 oktober 2009         |
| 104               | 16 maart 2009     | Here Kitty Een vrouw doet alles om behandeld te worden door House wanneer een kat haar dood voorspelt. | 22 oktober 2009         |
| 105               | 30 maart 2009     | Locked In Na een ongeluk komt House in dezelfde kamer terecht als een man die dood is verklaard. House merkt echter dat hij nog leeft maar opgesloten zit in zijn eigen hoofd. Het team klampt zich vast aan de schaarse manieren om met hem te communiceren.   | 29 oktober 2009         |
| 106               | 6 april 2009      | Simple Explanation In deze aflevering komt iedereen voor een groot en onverwacht verlies te staan. House behandelt ondanks deze kwestie een vrouw wier man op sterven ligt.                                                                                     | 5 november 2009         |
| 107               | 13 april 2009     | Saviors Een milieuactivist verliest plotseling zijn vermogen om te staan. House lijkt het opeens moeilijker te hebben met het verlies van vorige aflevering en is hierdoor verward. Ook heeft Cameron opeens zeer de behoefte om het team een handje te helpen. | 12 november 2009        |
| 108               | 27 april 2009     | House Divided Een dove jongen wil zijn doofheid niet afstaan, zelfs als dat tot de juiste diagnose kan leiden voor hem. House staat erop het vrijgezellenfeest van Chase te organiseren. Ondertussen voert hij een gevecht met zijn eigen hallucinaties.        | 19 november 2009        |
| 109               | 4 mei 2009        | Under My Skin House doet er alles aan om van zijn hallucinaties af te komen als hij merkt dat hij niet meer goed in staat is om een patiënte te behandelen van wie het hart en de longen het begeven, en bij wie de huid eraf valt.                             | 26 november 2009        |
| 110               | 11 mei 2009       | Both Sides Now House probeert zijn relatie met Cuddy te behouden, maar komt tegelijkertijd de schokkende waarheid over zichzelf te weten. Het team heeft te maken met een man wiens linkerhand dingen doet die hij niet onder controle heeft.                   | 3 december 2009         |

## Seizoen 6
| Aflevering Nummer | Uitzenddatum VS   | Titel aflevering | Uitzenddatum NL   | Uitzenddatum VL   |
| ----------------- | ----------------- | --- | ----------------- | ----------------- |
| 111 (6-01)        | 21 september 2009 | Broken: Part 1 House raakt betrokken in een strijd met de arts die zijn afkickprocedure leidt. Als House aan de verliezende hand is, chanteert hij de arts. | 1 april 2010      | 18 april 2010     |
| 112 (6-02)        | 21 september 2009 | Broken: Part 2 House besluit om zijn genezingsproces totaal anders aan te pakken wat zowel slechte als goede gevolgen heeft. | 8 april 2010      | 18 april 2010     |
| 113 (6-03)        | 28 september 2009 | Epic Fail House keert terug naar Huis, maar wil zijn oude baan niet terug. Foreman neemt de afdeling over en heeft problemen met een koppige gamemaker die zijn diagnose van het internet probeert te halen. | 15 april 2010     | 25 april 2010     |
| 114 (6-04)        | 5 oktober 2009    | The Tyrant Het team van House worstelt met een Afrikaanse dictator die plotseling ziek is geworden. De man is in zijn land namelijk veroordeeld voor schending van de mensenrechten en ze twijfelen of ze hem wel moeten behandelen. | 22 april 2010     | 25 april 2010     |
| 115 (6-05)        | 12 oktober 2009   | Instant Karma Een rijke zakenman brengt zijn zoon naar het Princeton ziekenhuis, omdat hij hevige buikpijn heeft. Hij is ervan overtuigd dat zijn zoon slachtoffer is geworden van zijn succes en rijkdom. | 29 april 2010     | 2 mei 2010        |
| 116 (6-06)        | 19 oktober 2009   | Brave Heart Cameron ontfermt zich over een politieagent die denkt dat hij overlijdt aan een hartaanval zodra hij veertig wordt. Dit overkwam namelijk ook zijn vader, grootvader en overgrootvader op exact dezelfde leeftijd. House denkt echter dat dit puur toeval is. | 6 mei 2010        | 2 mei 2010        |
| 117 (6-07)        | 9 november 2009   | Known Unknows House, Cuddy en Wilson gaan naar een bijeenkomst voor medici en komen daar een oude vriend tegen. Ondertussen buigt het team zich over een meisje dat weigert de waarheid te spreken over hoe ze ziek is geworden. | 13 mei 2010       | 9 mei 2010        |
| 118 (6-08)        | 16 november 2009  | Teamwork House krijgt zijn vergunning en zijn positie in het ziekenhuis terug. Hij staat erop dat hij Hank Hardwick, een pornoster die plots last krijgt van fotofobie, mag behandelen. Als Cameron en Chase vertellen dat ze weggaan, probeert House ze over te halen om te blijven en ook meteen Taub en Thirteen terug te halen.                                                          | 20 mei 2010       | 9 mei 2010        |
| 119 (6-09)        | 23 november 2009  | Ignorance Is Bliss James Sidas is een erkende natuurkundige en lijdt aan een burn-out. Hij raakt besmet met een onbekende ziekte tijdens zijn baantje als koerier. House constateert dat James zich tegen zijn eigen intelligentie gekeerd heeft, wat mogelijk de klachten van de natuurkundige verklaart.                                                                                   | 27 mei 2010       | 16 mei 2010       |
| 120 (6-10)        | 30 november 2009  | Wilson Wilson behandelt een oude bekende en voormalig kankerpatiënt die plotseling lijdt aan verlamming van zijn rechterarm. House denkt dat de symptomen duiden op een terugkeer van kanker. Wilson twijfelt en probeert optimistisch te blijven, totdat het ergste gebeurt. Hij moet een radicale beslissing nemen en zijn persoonlijke gevoelens scheiden van zijn professionele houding. | 12 augustus 2010  | 16 mei 2010       |
| 121 (6-11)        | 11 januari 2010   | The Down Low Een drugsdealer stort in tijdens het maken van een deal, maar weigert persoonlijke informatie aan het team te geven uit angst voor beschuldigingen. Ondertussen spannen Foremans teamleden samen om een grap met hem uit te halen, terwijl House en Wilson beiden hun zinnen zetten op hun verleidelijke nieuwe buurvrouw, Nora.                                                | 19 augustus 2010  | 23 mei 2010       |
| 122 (6-12)        | 25 januari 2010   | Remorse House neemt een mooie vrouw onder behandeling vanwege haar uiterlijk. Ook zijn mannelijke teamleden zijn verslagen door haar schoonheid. Alleen Thirteen laat zich niet afleiden bij het zoeken naar de oorzaak van de ziekte van de vrouw. Ondertussen probeert House zijn verleden goed te maken met een vroegere medestudent die hij benadeeld heeft.                             | 26 augustus 2010  | 23 mei 2010       |
| 123 (6-13)        | 1 februari 2010   | Moving the Chains Het team is het oneens over de behandeling van een Americanfootballspeler van de universiteit die op tijd genezen wil zijn om mee te doen met de try-outs van de nationale footballcompetitie. Ondertussen brengt Marcus een bezoek aan zijn broer Foreman. | 2 september 2010  | 30 mei 2010       |
| 124 (6-14)        | 8 februari 2010   | 5 to 9 Er zijn dagen dat er van alles gebeurt. Cuddy heeft zo'n dag waarin ze moet zien om te gaan met haar persoonlijke en zakelijke leven, een stelende farmaceutische technicus, een zieke dochter en natuurlijk House en zijn team. | 9 september 2010  | 30 mei 2010       |
| 125 (6-15)        | 8 maart 2010      | Private Lives Het team probeert een diagnose te stellen bij een beroemde blogger die erop staat haar leven op het internet te publiceren, tot ongenoegen van haar partner. House en Wilson ontdekken geheimen over elkaar en Chase gaat op speeddate en ontdekt iets over zichzelf. | 16 september 2010 | 5 september 2010  |
| 126 (6-16)        | 15 maart 2010     | Black Hole House en het team proberen een diagnose te stellen bij een scholier die last heeft van black-outs en hallucinaties en ze moeten daarbij een tegenstrijdige aanpak hanteren. Wilson doet een poging zijn nieuwe appartement in te richten en Taub brengt zijn persoonlijke leven mee naar het werk.                                                                                | 23 september 2010 | 5 september 2010  |
| 127 (6-17)        | 12 april 2010     | Lockdown Het Princeton Plainsboroziekenhuis gaat op slot nadat een pasgeboren baby van de kraamafdeling verdwijnt. House zit opgesloten met een nieuwsgierige patiënt, Foreman en Taub zitten vast in het archief, Wilson en Thirteen spelen truth or dare en Chase is ingesloten met een bekende.                                                                                           | 30 september 2010 | 12 september 2010 |
| 128 (6-18)        | 19 april 2010     | Knight Fall Sir William woont in een afgelegen gemeenschap van mensen die leven in middeleeuwse stijl. Hij is heel ziek en het team moet het dorp op omgevingsfactoren checken. Thirteen is geïntrigeerd door de ouderwetse normen van de patiënt. Ondertussen probeert Wilson zich te verzoenen met een van zijn ex-vrouwen.                                                                | 7 oktober 2010    | 12 september 2010 |
| 129 (6-19)        | 26 april 2010     | Open and Shut Het team neemt een zaak over van een vrouw die een open huwelijk heeft en ernstig ziek is geworden tijdens een date met haar geliefde. Ondertussen stelt House vast of Sam de ware is voor Wilson. | 14 oktober 2010   | 19 september 2010 |
| 130 (6-20)        | 3 mei 2010        | The Choice Het team probeert een diagnose vast te stellen van de verloofde van een vrouw. De geheimen die naar boven komen, verbazen de vrouw. Ondertussen besluit House wat vrije tijd te besteden aan Chase en Foreman. | 21 oktober 2010   | 19 september 2010 |
| 131 (6-21)        | 10 mei 2010       | Baggage House vertelt Dr. Nolan over de zaak van een vrouw die aan geheugenverlies en een aandoening leed en hoe hij moest helpen om de beide mysteries op te lossen. | 28 oktober 2010   | 26 september 2010 |
| 132 (6-22)        | 17 mei 2010       | Help Me Het team wordt in een noodsituatie opgeroepen om te helpen bij een zoek- en reddingsoperatie. House belandt bij een vrouw die vastzit onder het puin. Ze staat voor een moeilijke keuze. | 4 november 2010   | 26 september 2010 |

## Seizoen 7
| Aflevering Nummer | Uitzenddatum VS   | Titel aflevering | Uitzenddatum NL   | Uitzenddatum VL   |
| ----------------- | ----------------- | --- | ----------------- | ----------------- |
| 133 (7-01)        | 20 september 2010 | Now What? House en Cuddy nemen de ochtend vrij, waardoor House het team opzadelt met een groot probleem voor het ziekenhuis. Ondertussen heeft Thirteen haar eigen zaken, waar de rest van het team weer zijn neus in steekt. | 28 juli 2011      | 20 maart 2011     |
| 134 (7-02)        | 27 september 2010 | Selfish Een jong meisje met een gehandicapte broer krijgt een hartaanval en haar familie komt in een benarde situatie terecht. Ondertussen proberen House en Cuddy hun relatie met hun werk te combineren, waarbij ze elkaar enorm op de zenuwen werken. | 28 juli 2011      | 20 maart 2011     |
| 135 (7-03)        | 4 oktober 2010    | Unwritten House dwingt een van zijn favoriete schrijfsters in het ziekenhuis te blijven onder psychiatrisch toezicht, omdat hij het niet eens is met de manier waarop ze haar laatste boek eindigt. In dat boek blijken nog veel meer geheimen over de schrijfster te schuilen. | 4 augustus 2011   | 27 maart 2011     |
| 136 (7-04)        | 11 oktober 2010   | Massage Therapy Chase heeft een nieuwe vrouwelijke dokter aangenomen die het team helpt bij de diagnose van een vrouw wier leugens maar niet op lijken te houden. En zoals gewoonlijk haalt House weer van alles uit met Cuddy en Chase. | 4 augustus 2011   | 3 april 2011      |
| 137 (7-05)        | 18 oktober 2010   | Unplanned Parenthood House werkt zich lelijk in de nesten door het oppassen op Rachel te verpesten. Terwijl hij zijn handen daar vol aan heeft, wordt hij continu lastiggevallen door het team, dat een pasgeboren baby behandelt waarbij zowel moeder als kind in gevaar zijn. | 11 augustus 2011  | 10 april 2011     |
| 138 (7-06)        | 8 november 2010   | Office Politics House behandelt de rechterhand van een belangrijke senator. Ondertussen moet het nieuwe vrouwelijke teamlid, aangenomen door Cuddy, vechten voor haar plekje in het team. | 11 augustus 2011  | 17 april 2011     |
| 139 (7-07)        | 15 november 2010  | A Pox on Our House Wanneer een meisje duikt naar een oud slavenwrak raakt ze besmet met een virus dat zich 200 jaar lang heeft schuilgehouden. Als het Princeton wordt afgesloten loopt iedereen groot gevaar en wordt het team dwarsgezeten door risico's van besmetting. *fun fact: Nederlandse personages! | 18 augustus 2011  | 24 april 2011     |
| 140 (7-08)        | 22 november 2010  | Small Sacrifices Een fanatieke gelovige gooit het op een akkoordje met god in ruil voor het leven van zijn dochter. House, Taub en Wilson hebben allemaal problemen met hun relatie terwijl Chase met volle teugen van het vrijgezellenleven geniet. | 18 augustus 2011  | 1 mei 2011        |
| 141 (7-09)        | 17 januari 2011   | Larger Than Life Wanneer een man zijn eigen leven riskeert om een vreemde te redden bezwijkt hij vlak na zijn actie. Ondertussen wordt Taub het nieuwe gezicht van het ziekenhuis, en doet pogingen zijn huwelijk te redden. House heeft zijn eigen problemen met Cuddy en haar moeder. | 25 augustus 2011  | 8 mei 2011        |
| 142 (7-10)        | 24 januari 2011   | Carrot or Stick Een militair die op een kamp werkt voor probleemkinderen wordt ziek tijdens een training. Zijn ziekte lijkt verband te houden met de kinderen daar. Ook probeert House Cuddy te helpen met Rachel en probeert Chase erachter te komen wie er een naaktfoto van hem op het internet heeft gezet na een spannend triootje. | 25 augustus 2011  | 15 mei 2011       |
| 143 (7-11)        | 7 februari 2011   | Family Practice Cuddy's moeder wordt opgenomen in het ziekenhuis, maar House denkt dat ze over van alles liegt. Tijdens de behandeling worstelt iedereen met ethische dilemma's en werkt het team en Cuddy zich zwaar in de nesten. | 1 september 2011  | 22 mei 2011       |
| 144 (7-12)        | 14 februari 2011  | You Must Remember This Een vrouw met een perfect geheugen raakt plotseling verlamd terwijl ze aan het werk is als serveerster. House probeert ondertussen Taub door medische theorietest te laten komen zodat hij niet ontslagen wordt en maakt hij zich zorgen om Wilson, die na zijn break-up met Sam een kat neemt. | 1 september 2011  | 29 mei 2011       |
| 145 (7-13)        | 21 februari 2011  | Two Stories Een klasje schoolkinderen krijgen een bizarre les als House ze een kijkje in zijn leven geeft op Carrière-dag. Daarbij vertelt hij onder andere over zijn problemen met Cuddy en een patiënt, die tijdens het stellen van een diagnose een stuk long ophoest. | 8 september 2011  | 4 september 2011  |
| 146 (7-14)        | 28 februari 2011  | Recession Proof Een Crime-scene schoonmaker werkt zich erg in de nesten door tegen zijn vrouw te liegen over zijn baan. Ondertussen heeft House zijn problemen met Cuddy, gaat het beter met Masters in het team en worden Taub en Foreman vergiftigd. | 8 september 2011  | 11 september 2011 |
| 147 (7-15)        | 7 maart 2011      | Bombshells In deze bijzondere aflevering vermoed Cuddy dat ze weleens ernstig ziek zou kunnen zijn nadat ze bloed plast. Tijdens het onderzoek naar haar ziekte krijgt ze vreemde dromen die variëren van revolvers tot musicals en zombies en behandelt het team een 16-jarige jongen, die beter door Taub begrepen lijkt te worden dan door de rest van het team. House voert ondertussen een strijd met zichzelf om de pijn aan te kunnen wat betreft Cuddy, maar zal hij deze strijd verliezen? | 15 september 2011 | 18 september 2011 |
| 148 (7-16)        | 14 maart 2011     | Out of the Chute Nadat House Cuddy verliest slikt hij weer Vicodin en plundert zijn bankrekening om het geld uit te geven aan een duur hotel en hoertjes. Verontwaardigd over House' afwezigheid op het werk behandelt het team een stierenrijder, op wie Masters een crush krijgt. | 15 september 2011 | 25 september 2011 |
| 149 (7-17)        | 21 maart 2011     | Fall from Grace Een stel kinderen vindt een eigenaardige zwerver in het bos na een klein ongeluk. Terwijl ze hem behandelen wil hij maar niet zeggen wie hij is of waar hij vandaan komt. Ondertussen is trouwt House een meisje om haar te helpen een verblijfsvergunning te krijgen, en doet hij alles om Cuddy te irriteren. | 22 september 2011 |                   |
| 150 (7-18)        | 11 april 2011     | The Dig House haalt Thirteen op uit de gevangenis, en blijft vervolgens 3 dagen met weg met haar. Tegelijkertijd behandelt hij via de telefoon een man die het slachtoffer is geworden van hamsteren, maar achter dit verhaal schuilen nog veel meer geheimen. Ook komt Foreman erachter dat Taub weer met iemand aan het daten is. | 22 september 2011 |                   |
| 151 (7-19)        | 18 april 2011     | Last Temptation House doet er alles aan om Masters over haar principes heen te laten komen. Tijdens het behandelen van een jonge zeilster die niets liever wil dan eer wereldrecord breken, komt Masters in een strijd met zichzelf en weet ze niet of ze de juiste beslissing gaat maken. Dan moet ze ook nog eens een Carrière kiezen en een stageplek regelen. | 29 september 2011 |                   |
| 152 (7-20)        | 2 mei 2011        | Changes Een man die net de loterij heeft gewonnen gaat op zoek naar de liefde van zijn leven uit zijn jeugd. Tijdens zijn zoektocht raakt zijn been opeens verlamd. Ondertussen voert er in het ziekenhuis een oorlog tussen de moeder van Cuddy en team House en Cuddy, die gedwongen een team moeten vormen onder begeleiding van Wilson. | 29 september 2011 |                   |
| 153 (7-21)        | 9 mei 2011        | The Fix House behandelt een meisje dat bommen test en vreemde symptomen vertoont die allemaal achterdocht opwekken. Tegelijkertijd heeft House een zaak die volgens hem voorgaat. Namelijk een weddenschap met Wilson over een bokser die volgens House niet heeft verloren omdat hij een slechte bokser is. | 6 oktober 2011    |                   |
| 154 (7-22)        | 16 mei 2011       | After Hours Thirteen wordt overdonderd als haar ex-celgenoot opeens voor de deur staat met een meswond, en eist dat ze in het geheim behandeld wordt. Ondertussen wordt het voor House lastig als de resultaten van zijn experimentele medicijnen toch niet zo goed zijn als hij had gehoopt. | 6 oktober 2011    |                   |
| 155 (7-23)        | 23 mei 2011       | Moving On In deze seizoensfinale herstelt House van zijn stunt en behandelt hij een vrouw die haar leven in gevaar brengt voor kunst. House heeft het nog steeds moeilijk met zijn break-up en Wilson en Cuddy probeert te voorkomen dat hij bezwijkt. | 13 oktober 2011   |                   |

## Seizoen 8
| Aflevering Nummer | Uitzenddatum VS  | Titel aflevering | Uitzenddatum NL  | Uitzenddatum VL  |
| ----------------- | ---------------- | --- | ---------------- | ---------------- |
| 156 (8-01)        | 3 oktober 2011   | Twenty Vicodin House zit al acht maanden in de gevangenis en heeft een voorwaardelijke vrijlating over vijf dagen, mits hij de regels niet overtreedt. Dit wordt hem moeilijk gemaakt als hij een zieke gevangene wil behandelen en afgeperst wordt door een paar medegevangenen. | 3 januari 2013   | 8 januari 2012   |
| 157 (8-02)        | 10 oktober 2011  | Transplant Na een lang jaar in de gevangenis wordt hij eindelijk vrijgelaten op bevel van Foreman, het nieuwe hoofd van het ziekenhuis. Het team is echter vertrokken, waardoor House de – door Foreman toegewezen – Dr. Chi Park over heeft. Hij moet een long behandelen, die kunstmatig in leven wordt gehouden en het leven betekent voor een ernstig zieke patiënte.                                                  | 3 januari 2013   | 15 januari 2012  |
| 158 (8-03)        | 17 oktober 2011  | Charity Case Een extreem gulle directeur van een miljoenenbedrijf wordt opgenomen in het ziekenhuis en Dr. Parks denkt dat zijn vrijgevigheid een neurologische aandoening is. Dr. Adams, die House uit de gevangenis kent, test ondertussen Dr. Parks gewoonte om niemand iets schuldig te willen zijn. | 10 januari 2013  | 22 januari 2012  |
| 159 (8-04)        | 31 oktober 2011  | Risky Business House behandelt alweer een stinkend rijke patiënt terwijl hij vecht om zijn afdeling betaald te krijgen. De man staat op het punt een beslissing te nemen die honderden banen kost. Ondertussen bemoeit hij zich met het persoonlijke leven van Adams en houdt hij een weddenschap met Parks, die al snel beseft dat ze zich daarmee flink in de problemen werkt.                                           | 10 januari 2013  | 29 januari 2012  |
| 160 (8-05)        | 7 november 2011  | The Confession Chase en Taub besluiten weer terug te komen in het team en beginnen gelijk aan een interessante zaak over een man die al jaren de held van een klein stadje was, maar toch niet zo braaf blijkt te zijn. Ondertussen werkt House aan een mysterieus project in zijn kantoor en probeert te bewijzen dat Taubs kinderen niet van hem zijn.                                                                   | 17 januari 2013  | 5 februari 2012  |
| 161 (8-06)        | 14 november 2011 | Parents Een jongeman heeft de droom om later clown te worden, net als zijn vader, maar tegen de wil van zijn pleegouders in raakt bij een kinderfeestje verlamd. Ondertussen heeft Taub problemen met Rachel en de kinderen, wil House erachter komen hoe Adams verpest is door haar ouders en wil Wilson naar een bokswedstrijd, maar kan House niet meer vanwege zijn enkelband. En daar is House het dus niet mee eens. | 17 januari 2013  | 12 februari 2012 |
| 162 (8-07)        | 21 november 2011 | Dead & Buried House behandelt gedwongen door Foreman een bijzonder meisje. Maar alles wat ze vertelt en alle symptomen die ze vertoont, lijken maar niet met elkaar te kloppen. Onder Foremans neus probeert House ook het mysterie op te lossen van een jongetje dat al vier jaar dood is en loopt daarbij het risico weer in de gevangenis te belanden.                                                                  | 24 januari 2013  | 19 februari 2012 |
| 163 (8-08)        | 28 november 2011 | Perils of Paranoia Een succesvolle advocaat denkt een hartaanval te krijgen midden in een rechtszaak, maar dat is slechts schijn. Ook lijkt hij voorbereid te willen zijn op alles, dus ook het einde van de wereld. Terwijl House een diagnose probeert te stellen, probeert Wilson te bewijzen dat House een wapen in zijn huis bewaart.                                                                                 | 24 januari 2013  | 26 februari 2012 |
| 164 (8-09)        | 23 januari 2012  | Better Half Een man met vergevorderde alzheimer wordt ernstig ziek, en Foreman wil graag meehelpen met de zaak. Dit is voor House een gelegenheid hem eens goed te pesten. Ondertussen helpt House ook Wilson met zijn patiënte en houdt hij er een weddenschap over dat hij een medische oorzaak kan vinden voor haar en haar mans aseksualiteit.                                                                         | 31 januari 2013  | 4 maart 2012     |
| 165 (8-10)        | 30 januari 2012  | Runaways House behandelt een zwerfmeisje van wie hij gelooft dat ze ernstig ziek is. Na verloop van tijd duikt diens moeder opeens op en daar is ze het zeker niet mee eens. Taub probeert ondertussen uit te vogelen hoe hij zelf een goede ouder kan zijn. | 31 januari 2013  | 11 maart 2012    |
| 166 (8-11)        | 6 februari 2012  | Nobody's Fault De behandeling van een scheikunde leraar loopt volledig uit de hand. House en zijn team moeten bewijzen dat zij niet schuldig zijn aan de gebeurtenissen tijdens een verhoor, maar iemand moet als schuldige worden aangewezen voor de medische blunder. | 7 februari 2013  | 18 maart 2012    |
| 167 (8-12)        | 13 februari 2012 | Chase Nadat Chase neergestoken werd, geeft hij House de schuld en heeft hij het idee dat er dingen zijn veranderd en moet hij even alles weer op een rijtje krijgen en bovendien weer leren lopen. Nadat hij kanker vermoedt bij een non in de kliniek trekt de rest van het team gelijk conclusies over haar opname en Chase omgang met haar en zijn leven.                                                               | 7 februari 2013  |                  |
| 168 (8-13)        | 20 februari 2012 | Man of the House House loopt het risico weer in de gevangenis te belanden als samen met zijn vrouw moet bewijzen dat ze niet slechts getrouwd zijn voor haar Green-card. Ze faken hiermee op hilarische wijze een gelukkig huwelijk, terwijl House de diagnose probeert te stellen van een man die een show heeft waarmee hij mannen meer op vrouwen wil laten lijken.                                                     | 14 februari 2013 |                  |
| 169 (8-14)        | 27 februari 2012 | Love is Blind Een blinde man krijgt opeens een soort aanval nadat hij wordt bloodgesteld aan de harde geluiden van het verkeer. Tijdens zijn behandeling moet hij een extreem moeilijke keuze maken, die hem misschien nog veel meer afneemt. Ondertussen komt House's moeder op bezoek met heel onaangenaam gezelschap.                                                                                                   | 14 februari 2013 |                  |
| 170 (8-15)        | 2 april 2012     | Blowing the Whistle Het team wordt geconfronteerd met een zaak die vooral gaat over waarheid en eer wanneer een soldaat beschuldigd wordt van hoogverraad en meent het juiste te hebben gedaan. Adams vermoed dat House' lever aan het falen is als gevolg van zijn jarenlange Vicodingebruik. | 21 februari 2013 |                  |
| 171 (8-16)        | 9 april 2012     | Gut Check Het team krijgt te maken met een hockeyspeler die tijdens wedstrijden alle klappen opvangt om anderen te beschermen. Hij vertoont vervolgens bizarre symptomen en wordt echt een mietje. Parks probeert ondertussen uit te vinden wat Chase's motieven zijn om haar bij hem te laten logeren en Wilson ontdekt iets heel schokkends over zijn verleden.                                                          | 21 februari 2013 |                  |
| 172 (8-17)        | 16 april 2012    | We need the Eggs Op de kermis begint een man plots uit zijn ogen te bloeden en het team van House ontdekt dat hij wel een heel bijzondere relatie heeft. Hierdoor staat iedereen zelf even stil bij zijn of haar liefdesleven en beseft House dat hij ook aan bepaalde dingen moet gaan werken. | 28 februari 2013 |                  |
| 173 (8-18)        | 23 april 2012    | Body and Soul Een jongetje van Japanse afkomst krijgt een nachtmerrie waarin hij gewurgd wordt door een oude vrouw. Wanneer hij wakker wordt, houdt de verstikking niet op. Het blijkt dat hij tot de familie Hmong behoort, waarvan alle mannen kerngezond waren, tot het moment dat de nachtmerries begonnen en ze stierven in hun slaap.                                                                                | 28 februari 2013 |                  |
| 174 (8-19)        | 30 april 2012    | The C Word Wilson begint deze aflevering met de strijd tegen zijn kanker, alleen wil hij gelijk een extreem gevaarlijke behandeling. De enige die bereid is dit hem te geven uit vriendschap is natuurlijk House, hij neemt een lentevakantie en laat het team achter om een meisje te behandelen met een erfelijke ziekte, wier moeder expert is op dat gebied.                                                           | 7 maart 2013     |                  |
| 175 (8-20)        | 7 mei 2012       | Post Mortem De patholoog van het ziekenhuis wordt opgenomen na een poging tot het opensnijden van zijn eigen schedel in plaats van die van lijken. Hij wil tijdens zijn behandeling alleen worden behandeld door House, die echter niet beschikbaar is, maar op een gedwongen Road-trip gaat met Wilson die claimt voortaan egoïstischer te willen zijn.                                                                   | 7 maart 2013     |                  |
| 176 (8-21)        | 14 mei 2012      | Holding On Opgeven of doorgaan. Dat is de vraag in deze aflevering wanneer Wilson wil stoppen met zijn chemokuur. House gaat hier dramatisch mee om en het team probeert zijn hulp te krijgen bij een patiënt die de stem hoort van zijn dode broer. | 14 maart 2013    |                  |
| 177 (8-22)        | 21 mei 2012      | Everybody Dies | 14 maart 2013    | 3 juni 2012      |